# Alliance Sport Alsace
Pour les articles homonymes, voir ASA.
Actualités
L'Alliance Sport Alsace est un club français de basket-ball fondé en 2021. Il évolue en deuxième division et est basé dans le nord du département du Bas-Rhin.

## Historique
Le club est créé en 2021, il nait de l'alliance de cinq clubs alsaciens : le Basket Club Souffelweyersheim, le BC Gries-Oberhoffen, le BC Nord Alsace (qui regroupe les villes de Haguenau, Reichshoffen et Niederbronn-les-Bains), Weyersheim BB et Walbourg-Eschbach Basket. Seuls Souffelweyersheim et Gries-Oberhoffen qui évoluent en deuxième division au moment de l'alliance ont des équipes professionnelles.
Le premier entraîneur de l'ASA est Stéphane Eberlin, précédent entraîneur de Souffelweyersheim,.
Pour sa première saison, lors de l'exercice 2021-2022, le club se classe 9e de la saison régulière, se qualifiant ainsi pour les play-offs. L'ASA y est éliminée en demi-finale par Antibes.
La saison suivante, l'ASA termine à la même 9e place avec un bilan équilibré (17-17) mais n'est pas qualifié pour les play-offs, au bénéfice d'Angers, vainqueur de la Leaders Cup de Pro B.

## Joueurs et personnalités du club

### Entraîneurs
- depuis 2023:  Nebojša Bogavac
- 2022-2023 :  Julien Espinosa
- 2021-2022 :  Stéphane Eberlin

### Autres équipes
En plus de son équipes fanion évoluant en Pro B, l'ASA aligne également une équipe féminine en NF2 en partenariat avec le basket-club nord Alsace 
et une autre en NF3. 
Le club possède également son centre de formation, évoluant en espoir Pro B, ainsi que des équipes jeunes.

## Records individuels de l'Alliance Sport Alsace
| Catégorie                   | Joueur            | Total         | Date du record   | Adversaire    |
| --------------------------- | ----------------- | ------------- | ---------------- | ------------- |
| Points marqués (carrière)   | Carl Ponsar       | 889           | 20 avril 2025    | Aix-Maurienne |
| Points en un match          | Petar Majstorović | 30            | 2024             | Saint-Chamond |
| Rebounds en un match        | Petar Majstorović | 17            | 2024             | Antibes       |
| Rebounds (carrière)         | Yvann Mbaya       | 8,2 par match | Saison 2024-2025 | -             |
| Passes décisives (carrière) | Ludovic Beyhurst  | 4,0 par match | Saison 2024-2025 | -             |
| Interceptions (carrière)    | Shannon Bogues    | 2,2 par match | Saison 2024-2025 | -             |
| Contres (carrière)          | Yvann Mbaya       | 0,8 par match | Saison 2024-2025 | -             |